# Those
Those (nep. ठोसे) – gaun wikas samiti w środkowej części Nepalu w strefie Dźanakpur w dystrykcie Ramechhap. Według nepalskiego spisu powszechnego z 2001 roku liczył on 579 gospodarstw domowych i 2868 mieszkańców (1469 kobiet i 1399 mężczyzn).